# Вімблдонський турнір 1895
Вімблдонський турнір 1895 — 19-й розіграш Вімблдону. Турнір тривав з 8 до 15 липня. У чоловічому одиночному розряді змагалися 18 спортсменів.

## Дорослі

### Чоловіки, одиночний розряд
Вілфред Бедделі переміг у фіналі  Вілберфорса Івза 4–6, 2–6, 8–6, 6–2, 6–3

### Жінки, одиночний розряд
Шарлотта Купер перемогла у фіналі  Гелен Джексон 7–5, 8–6 

### Чоловіки, парний розряд
Вілфред Бедделі /  Герберт Бедделі перемогли у фіналі пару  Ернест Льюїс /  Вілберфорс Івз 8–6, 5–7, 6–4, 6–3